# Survival & Other Stories
Survival & Other Stories è un album in studio da solista del cantante britannico Jon Anderson, pubblicato nel 2011.

## Tracce
1. New New World – 4:13
2. Understanding Truth – 2:24
3. Unbroken Spirit – 3:57
4. Love of the Life – 2:49
5. Big Buddha Song – 5:30
6. Incoming – 7:56
7. Effortlessly – 3:10
8. Love and Understanding – 4:12
9. Just One Man – 4:30
10. Sharpening the Sword – 3:40
11. Cloudz – 6:05